# Fresnoy-Folny
Fresnoy-Folny is een gemeente in het Franse departement Seine-Maritime (regio Normandië). De gemeente telt 653 inwoners (2004) en maakt deel uit van het arrondissement Dieppe.

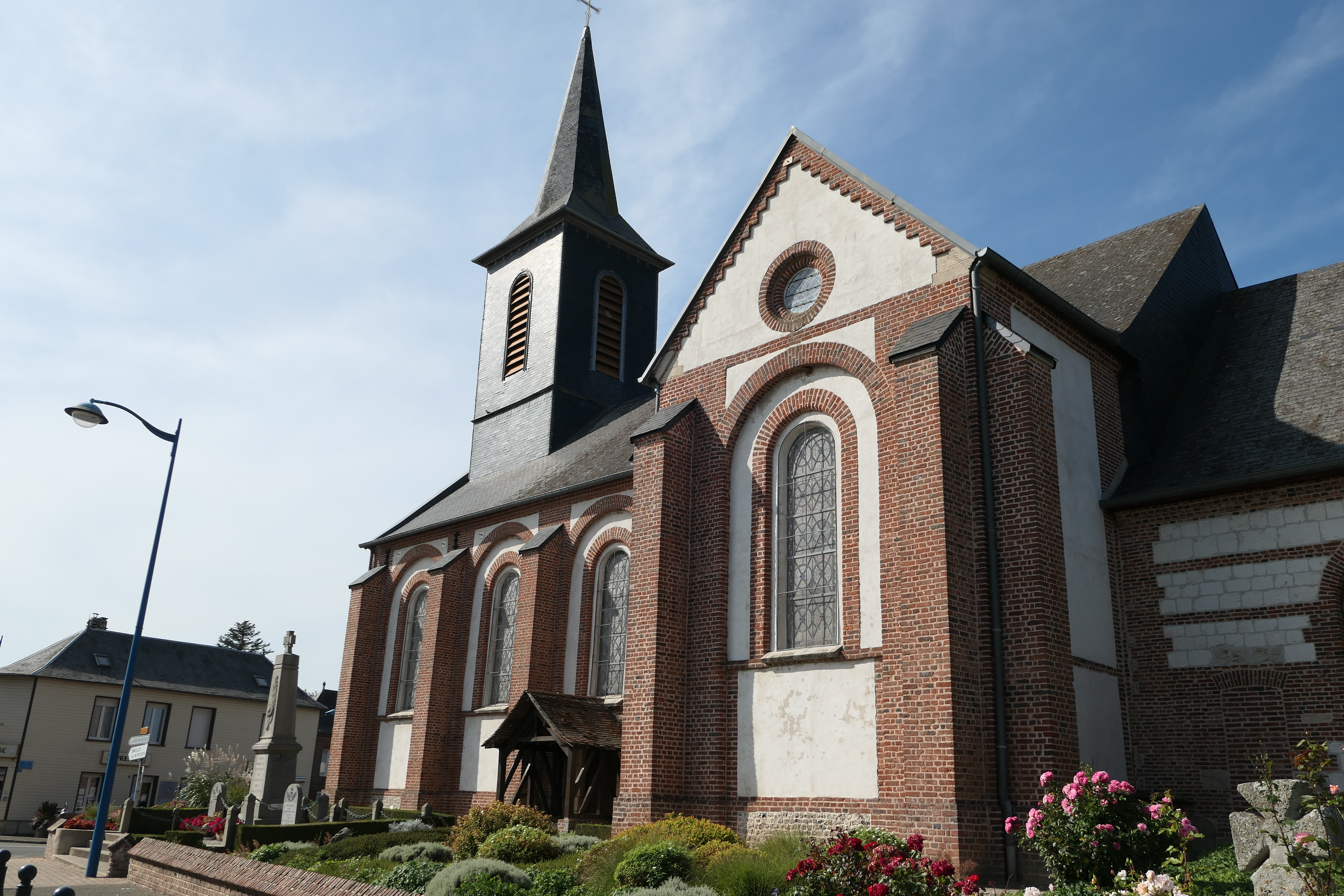
Église Notre-Dame

## Geschiedenis
Op de 18de-eeuwse Cassinikaart is de plaats weergegeven als het dorp Frênoy en Campagne.
Op het eind van het ancien régime op het eind van de 18de eeuw, toen de gemeenten werden gecreëerd, werd Fresnoy-en-Campagne of kortweg Fresnoy een gemeente. In 1823 werd buurgemeente Folny aangehecht en de gemeentenaam werd gewijzigd in Fresnoy-Folny. In 1824 werd ook buurgemeente Bailly-en-Campagne aangehecht.

## Geografie
De oppervlakte van Fresnoy-Folny bedraagt 13,3 km², de bevolkingsdichtheid is 49,1 inwoners per km².
Naast het dorpscentrum liggen in de gemeente nog de gehuchten Folny, La Londe, Touffécal en Bailly-en-Campagne.
De onderstaande kaart toont de ligging van Fresnoy-Folny met de belangrijkste infrastructuur en aangrenzende gemeenten.

## Bezienswaardigheden
- De Église Notre-Dame

## Demografie
Onderstaande figuur toont het verloop van het inwonertal.